# أميري جون (رواية)
أميري جون هي الرواية الأخير لجورجيت هاير وتم نشرها بعد وفاتها. التاريخ القصصى هو شغف هاير الحقيقى وتطلعت لتأريخ حياة أسرة لانكستر كعملها الأعظم. ومع ذلك، اُجبرت على وضعها جانباً بسبب اعباء مالية لتكتب روايات رومانسية بفترة الوصاية على العرش. تُوفيت في نهاية المطاف من سرطان الرئة قبل أن تتمكن من إكمال القصة. نشر زوجها جورج رونالد روجيه الكتاب غير مكتمل بعد عام من وفاتها. 

## ملخص الحبكة
جون من لانكستر هو ابن هنري الرابع والشقيق المفضل لهنري الخامس. هذا الكتاب يروي حياته من 1393 حتى 1413. على الرغم من أنها غير مكتملة (الكتاب ينتهى حيث تركته هاير) الملاحظات التاريخية في نهاية الكتاب تملأ الثغرات. تستخدم هاير الكثير من تعابير اللغة الإنجليزية في العصور الوسطى ولكن يحتوى الكتاب على قاموس للمصطلحات في نهاية الكتاب لتسهيل القراءة.
جورجيت هاير